# Marktwert (Immobilie)
Der Marktwert ist der aktuelle Wert von Immobilien auf dem Immobilienmarkt.

## Allgemeines
Der Marktwert von Immobilien ist eine spezifische Unterart des Marktwertes, der einem Wirtschaftsobjekt auf einem Markt durch den Marktpreis von den Marktteilnehmern beigemessen wird. Wirtschaftsobjekt sind Wohn- oder Gewerbeimmobilien, Markt ist allgemein der Immobilienmarkt, speziell der Wohnungsmarkt und Marktteilnehmer sind die Anbieter und Nachfrager nach Immobilien.
Die Novellierung des Baugesetzbuches (BauGB) im Juli 2004 stellte insbesondere in der Legaldefinition klar, dass der Begriff Marktwert als Synonym für Verkehrswert (§ 194 BauGB) steht. Gleichfalls synonym ist der haushaltsrechtliche Begriff des „vollen Wertes“ (§ 63 Abs. 3 BHO). Der Marktwert bzw. Verkehrswert wird im Rahmen der Wertermittlung bestimmt.

## Definition
Für Grundstücks-, Gebäude- und Immobilienbewertungen werden folgende Definitionen verwendet:
- Baurecht: „Der Verkehrswert (Marktwert) wird durch den Preis bestimmt, der in dem Zeitpunkt, auf den sich die Ermittlung bezieht, im gewöhnlichen Geschäftsverkehr nach den rechtlichen Gegebenheiten und tatsächlichen Eigenschaften, der sonstigen Beschaffenheit und Lage des Grundstücks oder des sonstigen Gegenstands der Wertermittlung ohne Rücksicht auf ungewöhnliche oder persönliche Verhältnisse zu erzielen wäre“ (§ 194 BauGB).
- Bankrecht: Marktwert ist „der geschätzte Betrag, für welchen ein Beleihungsobjekt am Bewertungsstichtag zwischen einem verkaufsbereiten Verkäufer und einem kaufbereiten Erwerber, nach angemessenem Vermarktungszeitraum, in einer Transaktion im gewöhnlichen Geschäftsverkehr verkauft werden könnte, wobei jede Partei mit Sachkenntnis, Umsicht und ohne Zwang handelt“ (§ 16 PfandBG).
- Steuerrecht: Der Marktwert kann nach der Verordnung über die Ermittlung der Verkehrswerte von Grundstücken (Wertermittlungsverordnung – WertV) und den ergänzenden Hinweisen der Richtlinie für die Ermittlung der Verkehrswerte (Marktwerte) von Grundstücken (Wertermittlungsrichtlinien – WertR 2006) ermittelt werden.

Unter „gewöhnlichem Geschäftsverkehr“ versteht man einen Handel auf einem freien Markt, wobei weder Käufer noch Verkäufer unter Zeitdruck (wie beim Notverkauf) oder sonstigen Zwängen (wie bei der Zwangsversteigerung) stehen und ausschließlich objektive Maßstäbe zur Geltung kommen (kein Liebhaberwert). Im deutschsprachigen Raum hat sich im Bereich der Immobilien anstelle der gesetzlichen Definition „Marktwert“ der ebenfalls zulässige Begriff „Verkehrswert“ im Sprachgebrauch durchgesetzt. Bei den Sachverständigen und in den Gutachterausschüssen wird daher ausnahmslos vom Verkehrswert gesprochen, entsprechend werden Gutachten zur Immobilienbewertung als „Verkehrswertgutachten“ bezeichnet.
Ob der deutsche und der europäische Marktwertbegriff identisch sind, wird kontrovers diskutiert. Anlass sind die Verkäufe land- und forstwirtschaftlicher Grundstücke durch die BVVG Bodenverwertungs- und -verwaltungs GmbH. Die Fragestellung ist bei Grundstücksverkäufen der öffentlichen Hand an Unternehmen besonders relevant, weil Grundstücksverkäufe unterhalb des Verkehrswertes eine nach Europarecht unzulässige Beihilfe darstellen können. In einem Beschluss über eine Beschwerde der BVVG Bodenverwertungs- und -verwaltungs GmbH gegen die Nichtzulassung der Revision hat der Bundesgerichtshof (BGH) die Ansicht vertreten, zwischen dem Verkehrswert im Sinne des § 194 BauGB und dem Marktwert im Sinne des Europäischen Rechts gebe es keinen Unterschied. Ob mit dieser Entscheidung das letzte Wort gesprochen ist, ist offen, da sich die Europäische Kommission mit dieser Fragestellung befasst.

## Ermittlung
Dabei wird als Wert der Durchschnitt der zum Wertermittlungszeitpunkt (Wertermittlungsstichtag) im gewöhnlichen Geschäftsverkehr erzielten oder sicher erzielbaren Preise angenommen. Abweichende Preise, die durch nicht allgemein geltende Besonderheiten wie persönliche Umstände entstehen, werden bei der Durchschnittsbildung nicht berücksichtigt. Wesentliche Datengrundlagen liefern die Gutachterausschüsse für Grundstückswerte, insbesondere durch die Veröffentlichung von Bodenrichtwerten.
Gemäß § 16 Abs. 2 PfandBG darf der Beleihungswert einen auf transparente Weise und nach einem anerkannten Bewertungsverfahren ermittelten Marktwert nicht übersteigen. Vom Marktwert/Verkehrswert sind ferner die Wertbegriffe Einheitswert und Versicherungswert abzugrenzen. Auch bei der Erbschaft- und Schenkungsteuer sind gemäß der Forderung des Bundesverfassungsgerichts für alle Vermögensarten Werte anzusetzen, die sich am gemeinen Wert (= Verkehrswert) als Wertmaßstab orientieren.
Wertkonventionen des Marktwerts sind entweder der Sachwert oder der Ertragswert, die mit Hilfe des Sachwertverfahrens oder Ertragswertverfahrens ermittelt werden. Bei der Beleihung von Immobilien durch Kreditinstitute werden die Beleihungsobjekte wegen ihrer Funktion als Kreditsicherheit einer erstmaligen und permanenten Sicherheitenbewertung unterzogen. Für die Ermittlung des Beleihungswerts orientieren sich die Kreditinstitute an der Beleihungswertermittlungsverordnung (BelWertV), die jedoch eigentlich nur für Realkreditinstitute (Pfandbriefbanken und Hypothekenbanken) gilt. Sie schreibt in § 4 BelWertV vor, dass zur Ermittlung des Beleihungswerts der Ertragswert (§§ 8 bis § 13 BelWertV) und der Sachwert (§§ 14 bis § 18 BelWertV) für ein Beleihungsobjekt getrennt zu ermitteln sind. Bei eigengenutzten Ein- und Zweifamilienhäusern und Eigentumswohnungen (Wohnimmobilien) können sie sich nach § 4 Abs. 4 BelWertV am Sachwert orientieren, ansonsten bei Gewerbeimmobilien am Ertragswert. Als Grundlage des Sachwerts kommen die Anschaffungs- oder Herstellungskosten (Kaufpreis) in Frage, von denen – je nach Marktgängigkeit – ein Abschlag von mindestens 10 % vorgenommen wird, der als Beleihungswert gilt. Nach § 5 Abs. 1 BelWertV ist der Beleihungswert durch ein Gutachten zu ermitteln.

## Wertermittlungsverfahren
Der Verkehrswert ist der Wert, der sich im allgemeinen Geschäftsverkehr am wahrscheinlichsten einstellen würde (sog. „Jedermannswert“). Die gesetzliche Grundlage für die Ermittlung des Verkehrswertes einer Immobilie stellt die Immobilienwertermittlungsverordnung (ImmoWertV) dar.
Grundsätzlich können Makler und Gutachter den Verkehrswert einer Immobilie ermitteln. Ein gerichtstaugliches Verkehrswertgutachten nach §194 BauGB muss von Behörden und Gerichten anerkannt werden. Eine Besonderheit haben Gerichte bei der Auftragsvergabe. Diese müssen für die Erstellung eines Verkehrswertgutachten zuerst öffentlich bestellte Sachverständige anfragen. Erst wenn keiner verfügbar ist, kann der Auftrag an zertifizierte oder freie Sachverständige vergeben werden.
Für die Ermittlung des Verkehrswertes sind verschiedene Wertermittlungsverfahren gebräuchlich. Der Verkehrswert wird dabei durch die Verhältnisse, die am Wertermittlungsstichtag auf dem Grundstücksmarkt herrschen, bestimmt und ist somit eine Größe, die nur zu diesem Stichtag Gültigkeit hat (Stichtagsbezogenheit). Der Sachverständige wird bei der Wertermittlung − unter Berücksichtigung aller wertbeeinflussenden Faktoren – die Wertermittlung nach mindestens zwei der gebräuchlichen Wertermittlungsverfahren vornehmen und daraus den Verkehrswert ableiten.
Bei gleichartigen Immobilien (insbesondere bei unbebauten Grundstücken), ggf. auch bei Eigentumswohnungen in gleicher Lage findet das Vergleichswertverfahren Anwendung. Investoren verwenden für ihre Kalkulation das Residualwertverfahren.

## International
In Österreich ist der Verkehrswert einer Liegenschaft als Preis anzusehen, der bei der Veräußerung einer Sache üblicherweise im redlichen Geschäftsverkehr für sie erzielt werden kann. Die besondere Vorliebe und andere ideelle Wertzumessungen einzelner Personen haben bei der Ermittlung des Verkehrswerts außer Betracht zu bleiben (§ 2 LGB).
In der Schweiz ist der amtliche Wert in erster Linie ein Steuerwert, der von der kantonalen Steuerverwaltung festgelegt wird und als Grundlage zur Erhebung von Liegenschafts- und Vermögenssteuern dient. Die Immobilienbewertung erfasst sowohl Gebäude als auch Grundstücke und erfolgt durch Beurteilung der Liegenschaft nach einem bestimmten Punktesystem. Nach baulichen Veränderungen wird der amtliche Wert neu festgelegt. Der „absolute Landwert“ richtet sich nach der effektiven Grundfläche in Quadratmetern und dem Quadratmeterpreis. Er umfasst die Grundstückkosten mit oder ohne Kosten für Parzellierung und Erschließung. Der absolute Landwert wird meistens durch statistische Erhebungen und Vergleich mit anderen Grundstücken festgelegt. Bei der Immobilienbewertung von bebauten Grundstücken wird häufig der „relative Landwert“ verwendet. Nach einem bestimmten Schlüssel wird die Lageklasse ermittelt, welche die lagespezifischen Faktoren des Grundstücks wie Orientierung, Aussicht, Infrastruktur, Einkaufsmöglichkeiten, öffentlicher Verkehr usw. einschließt. Der relative Landwert ist eine Prozentzahl, welche den Grundstückswert unabhängig von der Grundstücksfläche im Verhältnis zum Mietwert (direkte Methode) oder zum Gesamtanlagewert (indirekte Methode) von Grundstück und Liegenschaft darstellt.
In der Europäischen Union ist unter Marktwert „der Preis zu verstehen, der zum Zeitpunkt der Bewertung auf Grund eines privatrechtlichen Vertrages über Bauten oder Grundstücke zwischen einem verkaufswilligen Verkäufer und einem ihm nicht durch persönliche Beziehungen verbundenen Käufer unter den Voraussetzungen zu erzielen ist, dass das Grundstück offen am Markt angeboten wurde, dass die Marktverhältnisse einer ordnungsgemäßen Veräußerung nicht im Wege stehen und dass eine der Bedeutung des Objektes angemessene Verhandlungszeit zur Verfügung steht“.
Die TEGoVA als europäischer Zusammenschluss der Verbände der Immobilienbewerter definiert den Marktwert als „der geschätzte Betrag, zu dem ein Vermögensgegenstand in einem funktionierenden Markt zum Bewertungsstichtag zwischen einem verkaufsbereiten Verkäufer und einem kaufbereiten Erwerber nach angemessenem Vermarktungszeitraum in einer Transaktion auf Basis von Marktpreisen verkauft werden könnte, wobei jede Partei mit Sachkenntnis, Umsicht und ohne Zwang handelt“.

## Überprüfung von Verkehrswertgutachten
Da die Berufsbezeichnung Sachverständiger nicht geschützt ist, unterscheiden sich die Qualifikationen der Gutachter im Bereich der Immobilienbewertung erheblich. Der starke Wettbewerbsdruck führt zu Qualitätsunterschieden, die sich in unzureichender Recherche, oberflächlicher Begründungstiefe oder einer vereinfachten Betrachtung spezieller Teilmärkte zeigen können.
Verkehrswertgutachten besitzen jedoch in zahlreichen rechtlichen und wirtschaftlichen Zusammenhängen hohe Relevanz. Sie bilden beispielsweise die Grundlage für Pflichtteilsansprüche im Erbrecht, für Zugewinnausgleiche bei Scheidungen oder für gerichtliche Entscheidungen in Zivilverfahren.
Die Überprüfung von Verkehrswertermittlungen dient der Qualitätssicherung und kann Mängel aufdecken, die aus der Nichteinhaltung der Vorgaben der Immobilienwertermittlungsverordnung (ImmoWertV) oder aus formalen und sachlichen Fehlern resultieren. Eine qualifizierte Stellungnahme durch einen unabhängigen Sachverständigen ermöglicht es insbesondere Gerichten, Gutachten kritisch zu würdigen und das rechtliche Gehör nach Art. 103 Abs. 1 GG sicherzustellen.